# Бархатница автоноя
Бархатница автоноя (лат. Hipparchia autonoe) — вид дневных бабочек из рода Hipparchia в составе семейства Бархатницы. Длина переднего крыла 25—30 мм.

## Этимология латинского названия
Автоноя (греческая мифология) — дочь основателя Фив Кадма и Гармонии, мать Актеона, которая вместе с другими вакханками убила на горе Китерон своего племянника Пентея.

## Ареал
Степная и лесостепная зоны от Поволжья до Приамурья, Монголии и Китая, Южный Урал, горы Южной Сибири, степное Предкавказье, альпийская и субальпийская зоны Кавказа, Северный и Внутренний Тянь-Шань, горы Юго-восточного и Восточного Казахстана.
Ареал охватывает Ростовскую область. В Среднем Поволжье находится западная граница ареала вида — здесь он встречается в степях Самарской и Ульяновской областей, на юго-востоке Татарстана. В Астраханской области имеется изолированная популяция вида у горы Большое Богдо. В Предкавказье обитают обособленные популяции на юге Ставропольского края — из окрестностей городов Кисловодска и Пятигорска. На Южном Урале встречается в степях Башкирии, предгорных и равнинных степях Оренбургской и Челябинской областей. На Большом Кавказе обитает в двух точках субальпийской зоны — в окрестностях Теберды и в Приэльбрусье.
Населяет горные и равнинные сухие злаковые степи, остепненные балки, остепненные каменисто-щебнистые склоны. В предгорьях Кавказа встречается на каменистых и меловых участках гор, а также в агроценозах. На Большом Кавказе населяет субальпийские луга у верхней границы леса на высотах от 2000 до 2500 м над ур. м.

## Биология
Развивается в одном поколении на протяжении года. Время лёта — с начала июля по август. Бабочки летают над густыми злаковыми зарослями, каменистыми и щебнистыми участками по склонам. Самки откладывают яйца на злаки. Яйцо овальное бочкообразной формы, несколько ребристое, белого цвета, матовое, высотой около 1,5 мм. Перед выходом гусениц сереет. Стадия яйца — 7—10 дней. Гусеницы активны и питается ночью. Кормовое растение гусениц — мятлик. В случае опасности очень активно зарывается в почву. Зимует на 1—4 возрастах, чаще на 2-м.